# Amália de Saxe-Coburgo-Koháry
Maria Luísa Francisca Amália de Saxe-Coburgo-Koháry (em alemão: Marie Luise Franziska Amalie von Sachsen-Coburg-Koháry; Coburgo, 23 de outubro de 1848 - Munique, 6 de maio de 1894) foi a segunda filha do príncipe Augusto de Saxe-Coburgo-Koháry e de sua esposa, a princesa Clementina de Orléans. Entre seus irmãos, estavam o rei Fernando I da Bulgária e Luís Augusto de Saxe-Coburgo-Gota, o marido da princesa Leopoldina do Brasil.

## Vida
Amália era a segunda filha de cinco filhos do príncipe Augusto de Saxe-Coburgo-Koháry e da princesa Clementina d'Orléans.
No início da década de 1870, foi planejado um casamento entre a princesa Amália e o príncipe bávaro Leopoldo. Mas o irmão mais novo da Imperatriz Isabel "Sissi", o Maximiliano Emanuel na Baviera, se apaixonou por ela e quis se casar com ela. Para esclarecer a situação um tanto confusa e deixar todos felizes, a Imperatriz interveio. Ela convidou Leopoldo para Gödöllő, onde sua filha a arquiduquesa Gisela da Áustria estava hospedada. O príncipe bávaro não podia recusar a mão da filha do imperador, pois tornar-se genro do imperador da Áustria era muito tentador. Algum tempo depois, com a ajuda da Condessa Festetics, Isabel mediou o casamento que lhe era caro: aquele entre seu irmão Maximiliano Emanuel e a princesa Amália.

## Casamento e descendência
Em 1875, Amália desposou Maximiliano Emanuel da Baviera, filho de Maximiliano José, Duque na Baviera, e de sua esposa, a princesa Ludovica Guilhermina da Baviera. Maximiliano Emanuel era o irmão mais jovem da imperatriz "Sissi" da Áustria. Eles tiveram três filhos:
| Imagem | Nome      | Nascimento          | Morte                 | Notas                                                                                         |
| ------ | --------- | ------------------- | --------------------- | --------------------------------------------------------------------------------------------- |
|        | Sigifredo | 10 de julho de 1876 | 2 de março de 1952    | Não se casou. Um acidente de equitação em 1899 o deixou com deficiências mentais permanentes. |
|        | Cristóvão | 22 de abril de 1879 | 10 de julho de 1963   | Casou-se morganáticamente com Anna Sibig, sem descendência.                                   |
|        | Leopoldo  | 30 de junho de 1890 | 16 de janeiro de 1973 | Não se casou. Foi historiador de arte e construtor do Castelo de Ringberg.                    |

## Morte
Seu marido morreu em 1893 aos 44 anos. Inconsolável, Amélie morre no ano seguinte, em 6 de maio de 1894 no Castelo de Biederstein aos quarenta e cinco anos.